# Jiří Sovák
Jiří Sovák, właściwie Jiří Schmitzer (ur. 27 grudnia 1920 w Pradze, zm. 6 września 2000 tamże) – czeski aktor filmowy, telewizyjny i teatralny.

## Życiorys

### Wczesne lata
Urodził się w Pradze w rodzinie karczmarzy. Wychowywał się z bratem Láďą i młodszą siostrą Zdenką. Jego ojciec marzył, że Jiří przejmie kiedyś po nim lokal, dlatego uczył się zawodu hotelarza w Kladnie. Jednak w młodości oprócz sportu, zainteresował się aktorstwem. Wbrew woli rodziców uczęszczał na zajęcia teatralne. W 1941 roku ukończył studia na wydziale dramatu Państwowego Konserwatorium w Pradze, a następnie pracował jako urzędnik w firmie ubezpieczeniowej i jako magazynier. W tym czasie występował na scenie kabaretowej w Pradze.

### Kariera
W początkach kariery grał głównie w teatrze, w poważnym repertuarze. W latach 1943–45 związał się z teatrem Horácké w Třebíč. Podczas służby wojskowej grał w Víta Nejedlého (1946-47), a następnie w teatrach: im. E. F. Buriana (1947-52), w praskiej dzielnicy Vinohrady (1952-66) i Teatrze Narodowym w Pradze (od 1966 do 31 marca 1983).
Talent komediowy odkrył w filmie i produkcjach telewizyjnych. Po raz pierwszy pojawił się na ekranie jako fotograf reklamy w Pięć wujów (Pět strýců, 1942). Pięć lat później wystąpił jako hotelowy detektyw w komedii Nikt nic nie wie (Nikdo nic neví, 1947). Największą popularność zdobył jako Evžen Huml z serialu Pod jednym dachem (Chalupáři, 1975). 

### Życie prywatne
Był trzykrotnie żonaty. Z pierwszego małżeństwa z Blanką Sovákovą miał syna Jiří Schmitzera (ur. 25 października 1949), również aktora, z którym kilka razy zagrał. Jednak ich relacje uległy zmianie, syn nigdy nie pogodził się z jego odejściem od rodziny. Gdy Schmitzer miał tragiczny wypadek samochodowy, w którym pod wpływem alkoholu zabił pieszego - ojciec Sovak potępił syna. W 1960 roku ożenił się z dużo od niego młodszą nauczycielką Andulką.
Zmarł 6 września 2000 roku w Pradze po długiej chorobie w wieku 79. lat.

## Wybrana filmografia
| Rok     | Tytuł                                                                   | Rola                                                                  | Reżyser         |
| ------- | ----------------------------------------------------------------------- | --------------------------------------------------------------------- | --------------- |
| 1947    | Nikt nic nie wie (Nikdo nic neví)                                       | detektyw hotelowy                                                     | Josef Mach      |
| 1956    | Proszę ostrzej! (Zaostřit, prosím!)                                     | Zouna                                                                 | Martin Frič     |
| 1957    | Wrześniowe noce (Zářijové noci)                                         | major Fialka, zwany Žebrák                                            | Vojtěch Jasný   |
| 1959    | O chłopie co okpił śmierć (Dařbuján a Pandrhola)                        | Kuba Darbuján                                                         | Martin Frič     |
| 1963    | Gdy przychodzi kot (Až přijde kocour)                                   | dyrektor szkoły                                                       | Vojtěch Jasný   |
| 1964    | Między nami złodziejami (Mezi námi zloději)                             | František Fafejta, szuler                                             | Vladimír Čech   |
| 1967    | Koniec agenta W4C (Konec agenta W4C prostřednictvím psa pana Foustky)   | Foustka                                                               | Václav Vorlíček |
| 1969-78 | Pan Tau                                                                 | ojciec Emila                                                          | Václav Vorlíček |
| 1970    | Jest pan wdową, proszę pana! (Pane, vy jste vdova!)                     | Rosebud IV.                                                           | Václav Vorlíček |
| 1972    | Sześć niedźwiedzi i klown Cebulka (Šest medvědů s Cibulkou)             | dyrektor szkoły                                                       | Oldřich Lipský  |
| 1975    | Cyrk w cyrku (Cirkus v cirkuse)                                         | prof. Růžička                                                         | Oldřich Lipský  |
| 1975    | Pod jednym dachem (Chalupáři, serial TV)                                | Evžen Huml                                                            | František Filip |
| 1976    | Mareczku, podaj mi pióro! (Marečku, podejte mi pero!)                   | Jiří Kroupa senior                                                    | Oldřich Lipský  |
| 1977    | Szpinak czyni cuda! (Což takhle dát si špenát)                          | Liška                                                                 | Václav Vorlíček |
| 1977    | Jutro wstanę rano i oparzę się herbatą (Zítra vstanu a opařím se čajem) | Klaus Abard                                                           | Jindřich Polák  |
| 1979-81 | Arabela (serial TV)                                                     | czarnoksiężnik Theophil Vigo                                          | Václav Vorlíček |
| 1984    | Latający Czestmir (Létající Čestmír, serial TV)                         | prof. Otakar Langmajer, dyrektor instytutu na rzecz poprawy człowieka | Václav Vorlíček |
| 1990    | Powrót Arabeli (Arabela se vrací)                                       | czarnoksiężnik Theophil Vigo                                          | Václav Vorlíček |
| 1991    | Żabi król (Žabí princ)                                                  | Hippolytus                                                            | Juraj Herz      |
| 1996    | Kola (Kolja)                                                            | Růžička, przyjaciel Františka Louki                                   | Jan Svěrák      |